# Royal Harwood Frost
Royal Harwood Frost, né le 25 février 1879 à Salem et mort le 11 mai 1950 à Shreveport, était un astronome américain.

## Biographie
Il est marié à Caroline Eliza Mayhew avec qui il a trois filles (Caroline Frost, Martha Richardson Frost et Barbara Frost) et deux fils (Royal Harwood Frost Jr. et William Mayhew Frost).
Frost est assistant astronomique à l'observatoire de l'université Harvard de 1896 à 1908, sous la direction de Edward Charles Pickering. De 1902 à 1905, il travaille à la station d'Arequipa au Pérou sur le réfracteur photographique de Catherine Wolfe Bruce, réalisé par Alvan Clark Sons et achevé en 1893. Il découvre 454 nouveaux objets. Après le déplacement du télescope à l'observatoire à Bloemfontein, en Afrique du Sud en 1926, il démissionne pour commencer l'exploitation d'une ferme laitière à Tingo, au Pérou.
Plus tard, il retourne au Texas, pour travailler au sein d'une compagnie pétrolière dans le service de comptabilité. Il est enterré dans le cimetière du parc forestier de Shreveport, en Louisiane.

## Découverte
Il a découvert l'astéroïde (505) Cava le 21 août 1902 à Arequipa.